# 兵庫県道258号山田日高線
兵庫県道258号山田日高線（ひょうごけんどう258ごう やまだひだかせん）は、兵庫県美方郡香美町から豊岡市に至る一般県道である。

## 概要
美方郡香美町村岡区長瀬から豊岡市日高町水口（みのくち）に至る。

### 路線データ
- 起点：美方郡香美町村岡区長瀬（兵庫県道4号香住村岡線）
- 終点：豊岡市日高町水口（国道482号交点）
- 総延長：12.220 km
- 通行不能区間：美方郡香美町村岡区小城 - 豊岡市日高町万劫

## 地理

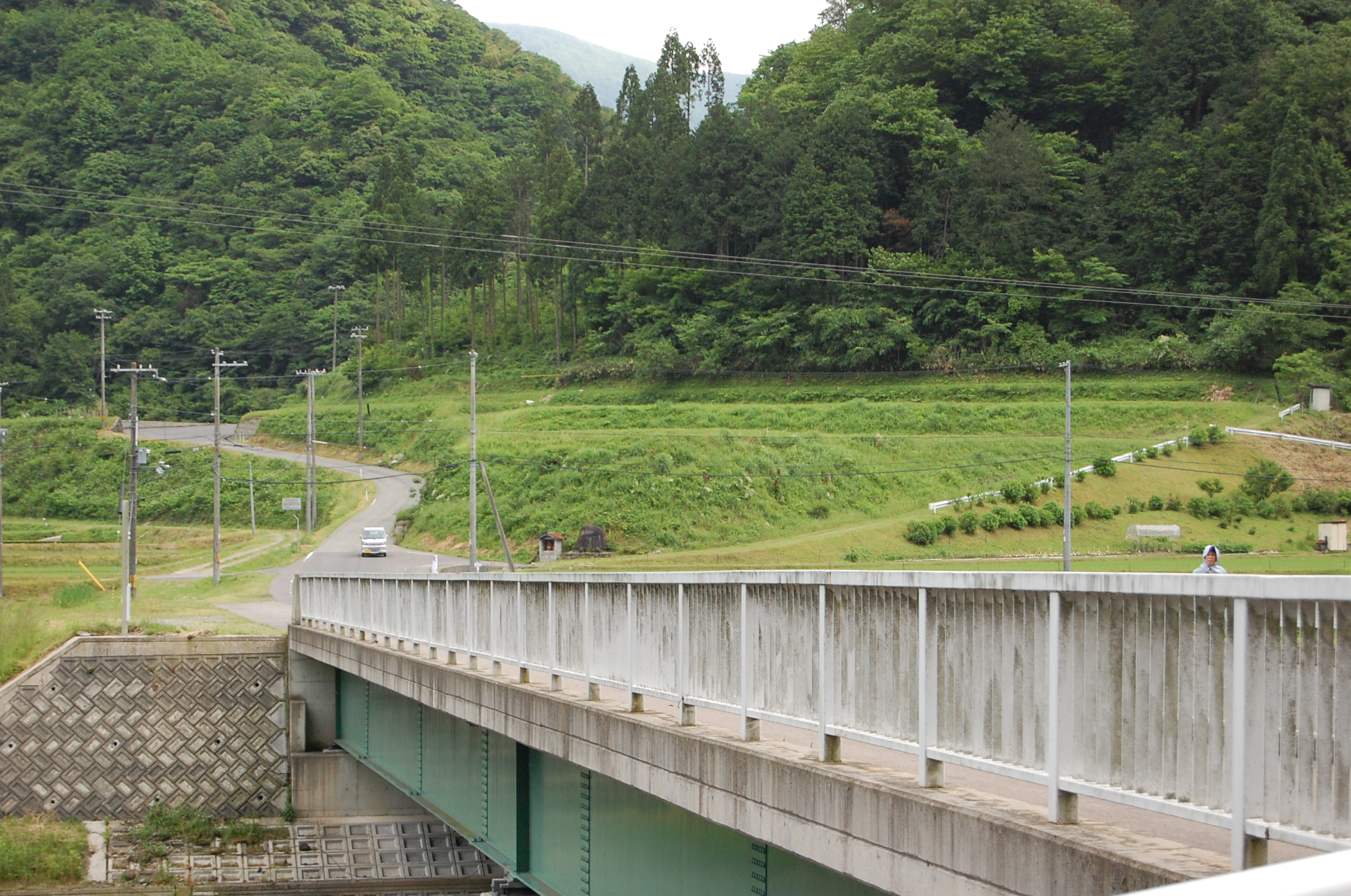
山田橋
美方郡香美町村岡区長瀬

### 通過する自治体
- 美方郡香美町
- 豊岡市

### 接続道路
| 交差する道路                           | 市町村名 | 市町村名 | 交差する場所   | 交差する場所 |
| -------------------------------------- | -------- | -------- | -------------- | ------------ |
| 兵庫県道4号香住村岡線                  | 美方郡   | 香美町   | 村岡区長瀬     | 起点         |
| 通行不能区間                           |          |          |                |              |
| 国道482号 兵庫県道135号村岡竹野線 重複 | 豊岡市   | 豊岡市   | 日高町水口（） | 終点         |

### 沿線
- 道の駅あゆの里矢田川（起点付近）